# Trận pháo đài Eben-Emael
Trận pháo đài Eben-Emael trên Mặt trận Tây Âu trong Chiến tranh thế giới thứ hai, là một trận đánh giữa quân đội Bỉ và Đức đã diễn ra từ ngày 10 cho đến ngày 11 tháng 5 năm 1940, và là một phần của Trận Hà Lan, Trận nước Bỉ và Kế hoạch Vàng (Fall Gelb) – cuộc tiến công của Đức Quốc xã vào Vùng đất thấp và Pháp. Một lực lượng tấn công của Binh chủng nhảy dù Đức (Fallschirmjäger) đã được giao trọng trách tập kích và chiếm giữ pháo đài Eben-Emael, một pháo đài của Bỉ có những khẩu pháo chiếm giữ một số cây cầu quan trọng qua kênh Albert mà các lực lượng Đức dự kiến sử dụng để tiến vào nước Bỉ. Trong khi một số lính nhảy dù Đức tập kích pháo đài và loại lực lượng trú phòng cùng với các khẩu pháo ở trong đó ra khỏi vòng chiến, các lực lượng nhảy dù khác của Đức đồng luật chiếm giữ 3 cây cầu bắt qua kênh Albert. Vốn đã vô hiệu hóa pháo đài, các lực lượng nhảy dù Đức đã được lệnh bảo vệ các cầu trước các cuộc phản kích của quân Bỉ cho đến khi họ hội quân với các lực lượng mặt đất thuộc Tập đoàn quân số 18.
Bản thân Lãnh tụ Đức Quốc xã (Führer) Adolf Hitler đã triển khai kế hoạch cho trận đánh này, và chiến thắng của quân đội Đức tại pháo đài Eben-Emael được xem là một điển hình cho khả năng thành công của các chiến thuật hợp vây từ trên không mới mẻ. Các lực lưỡng nhảy dù Đức đã đổ bộ lên nóc pháo đài nhờ việc sử dụng các tàu lượn, và dùng thuốc nổ cùng với súng phun lửa để chọc thủng hàng phòng ngự bên ngoài pháo đài. Sau đó, lính nhảy dụ Đức tiến vào pháo đài, tiêu diệt một số lượng quân phòng thủ và kìm chân phần còn lại của đối phương tại những khu vực thấp hơn trong pháo đài. Cùng lúc đó, phần còn lại của lực lượng tấn công của Đức đã đổ bộ gần 3 cây cầu bắc qua kênh Albert, phá hủy một số công sự bê tông ngầm và vị trí phòng thủ, đồng thời đánh bại quân Bỉ trấn giữ các cầu, chiếm giữ chúng và đặt chúng giữa quyền kiểm soát của quân Đức. Binh chủng nhảy dù đã bị thiệt hại nặng nề trong chiến dịch, nhưng họ đã giữ được các cầu cho đến khi được các lực lượng mặt đất của Đức tăng viện, sau đó các lực lượng mặt đất đã hỗ trợ binh chủng nhảy dù Đức tập kích pháo đài lần thứ hai và buộc các thành phần còn lại của lực lượng trú phòng Bỉ phải đầu hàng. Quân đội Đức sau đó đã tận dụng được hai cây cầu bắc qua kênh để đi vòng qua một số vị trí phòng thủ của quân Bỉ và tiến vào Bỉ để tiếp sức cho cuộc tấn công nước này. Cây cầu ở Kanne đã bị phá hủy.
Cuộc tiến chiếm pháo đài "không thể đánh chiếm được" Eben-Emael đã trở thành một chiến thắng vang dội cho quân Đức, đồng thời là thất bại nặng nề về mặt tâm lý của quân Bỉ. Trong khi Hitler vô cùng vui sướng khi nghe tin Eben-Emael thất thủ, Bộ chỉ huy tối cao của Bỉ đã hoàn toàn mất thế cân bằng. Trận Eben-Emael đã đập tan chiến tuyến kênh Albert và quân đội Bỉ buộc phải rút chạy về phía Tây, trong khi bị Tập đoàn quân số 6 của Đức theo sát. Nước Bỉ đầu hàng chỉ sau vài tuần.

## Chú giải
1. ↑  Lưu ý rằng đây chỉ là số lượng thiệt hại tại pháo đài Eben-Emael. Không rõ số quân thương vong của Bỉ trong cuộc giao chiến tại 3 cây cầu.[3]